# Argophyllaceae
Argophyllaceae is een botanische naam, voor een familie van tweezaadlobbige planten. Een familie onder deze naam wordt pas de laatste decennia erkend door systemen van plantentaxonomie, waaronder het APG-systeem (1998) en het APG II-systeem (2003).
Het gaat om een kleine familie van zo'n anderhalf dozijn soorten, van Nieuw-Zeeland, Nieuw-Caledonië, oostelijk Australië, etc.
Volgens de APWebsite [15 dec 2006] vormen de drie families Alseuosmiaceae, Argophyllaceae en Phellinaceae een natuurlijke eenheid. Het is dus denkbaar dat zij in de toekomst samengevoegd gaan worden tot één familie.

## Geslachten[1]
- Argophyllum J.R.Forst. & G.Forst.
- Corokia A.Cunn.